# Chapelle Sainte-Agathe de Langon
Pour les articles homonymes, voir Chapelle Sainte-Agathe.
La chapelle Sainte-Agathe est un édifice situé à Langon, dans le département français d’Ille-et-Vilaine en région Bretagne. Construit au IVe siècle, il est converti en chapelle au haut Moyen Âge dédiée à saint Vénier. C’est l’un des rares bâtiments gallo-romains subsistant en Bretagne.
La chapelle a été classée monument historique par la liste de 1840,. C’est ainsi un des mille premiers monuments historiques classés en France et un des quatre situés à l’époque en Ille-et-Vilaine.

## Situation
La chapelle se trouve au centre du bourg de la commune de Langon, le long de la Grande Rue et en face de l’église Saint-Pierre de Langon.
On trouve aux alentours et dans la commune plusieurs traces de l’époque romaine, notamment une portion de la voie romaine de Nantes à Corseul remarquablement conservée au lieu-dit la Louzais.

## Historique
L'édifice est construit vers le IVe siècle. Il existe plusieurs hypothèses sur sa fonction originale dont deux principales : un mausolée (cella memoriae) ou bien des thermes.
Cette vocation funéraire lui valut sans doute d'échapper à la destruction des temples païens à l'époque où le christianisme devient la religion majoritaire en Gaule. Le mausolée est transformé en chapelle à une date inconnue. Toutefois, on sait qu'en 838 la chapelle est dédiée à saint Vénier (ou saint Guigner), peut-être un missionnaire breton vénéré dans le Vannetais, où le saint est éponyme de la paroisse de Pluvigner. Son nom est probablement choisi de manière à se substituer au culte de Vénus.
La chapelle a été restaurée en 1904 et fouillée en 1918.

## Description

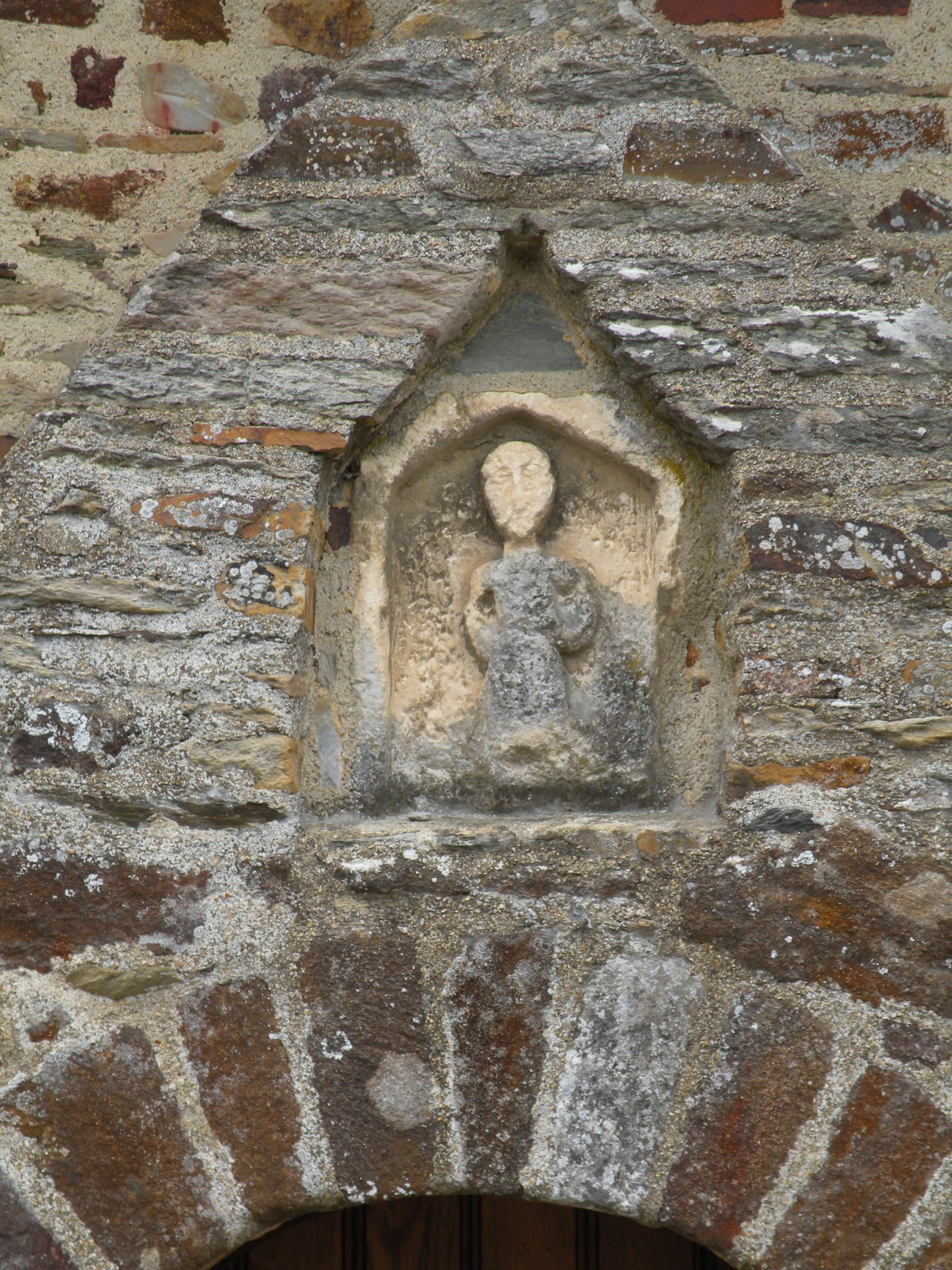
Sculpture au-dessus de la porte.

L'édifice est rectangulaire, d'environ cinq mètres de long. Les murs sont composés de grès et de brique. Il comprend une absidiole semi-circulaire profonde de deux mètres, présentant sur sa voûte une fresque représentant Vénus.
La chapelle abrite aussi :
- un chapiteau du XVIIe siècle avec décor en bas-relief[P 1] ;
- un décor en bas-relief érodé découvert lors des fouilles de 1930 et placé au-dessus de la porte de la chapelle en 1910[P 2] ;
- trois sarcophages, probablement mérovingiens[P 3] ;
- une statue de sainte[P 4].

L’ensemble du mobilier a été inventorié.
Il existait un calvaire devant cette chapelle.

### Fresque

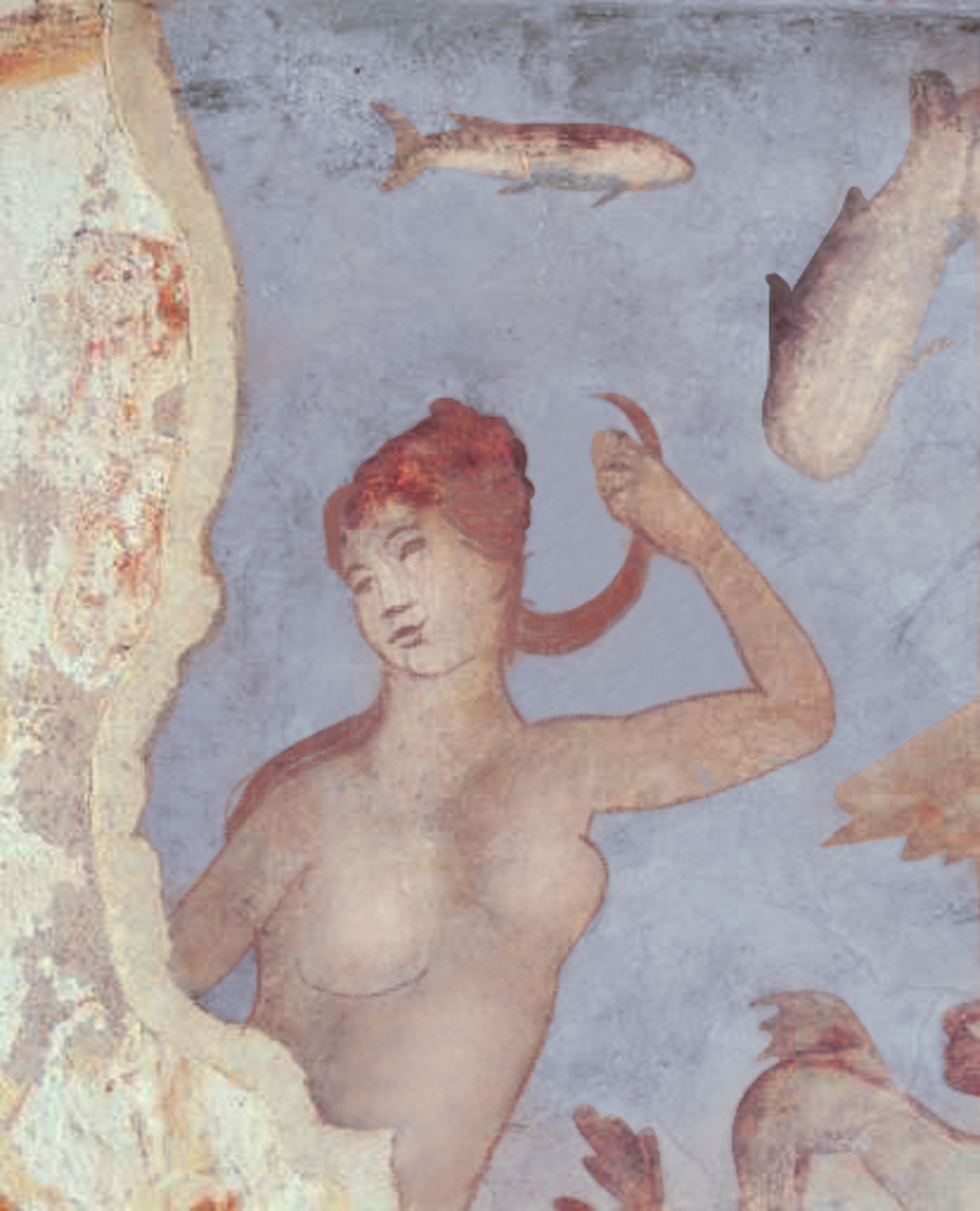
Vénus au bain, vue d'artiste d'après un détail de la fresque gallo-romaine découverte dans la chapelle, avec une simulation de restauration des traits lacunaires du visage.

L’étude archéologique du bâtiment en 1839 révéla dans le cul-de-four de l’abside une fresque du IVe siècle couverte par un badigeon du VIe ou VIIe siècle.
Cette fresque, partiellement détruite, représente « Vénus sortant des eaux » (ou Amphitrite) accompagnée d’Éros chevauchant un dauphin et d’une multitude de poissons. Cet édifice est donc gallo-romain et l’on suppose qu’il faisait office d’édifice funéraire.
La fresque est classée monument historique.